# Военно-воздушные силы Индонезии
Воздушные силы Национальной армии Индонезии (индон. Tentara Nasional Indonesia Angkatan Udara, TNI-AU) — один из видов вооружённых сил Республики Индонезии.

## История
История индонезийских ВВС начинается 23 августа 1945 года, когда было образовано Агентство народной безопасности (индон. Badan Keamanan Rakyat, BKR), в числе прочих вопросов занимавшее формированием национального воздушного флота. С образованием 5 октября 1945 года Армии народной безопасности (индон. Tentara Keamanan Rakyat, ТКR), в её составе появился и Лётный департамент (индон. Jawatan penerbangan).
23 января 1946 года Армия народной безопасности стала называться Армией Республики Индонезии (индон. Tentara Republik Indonesia, TRI), а 9 апреля 1946 года Лётный департамент был преобразован в Воздушные силы Республики Индонезии (индон. Angkatan Udara Republik Indonesia, AURI). С тех пор этот день считается Днём рождения Воздушных сил Национальной армии Индонезии.

## Организационная структура

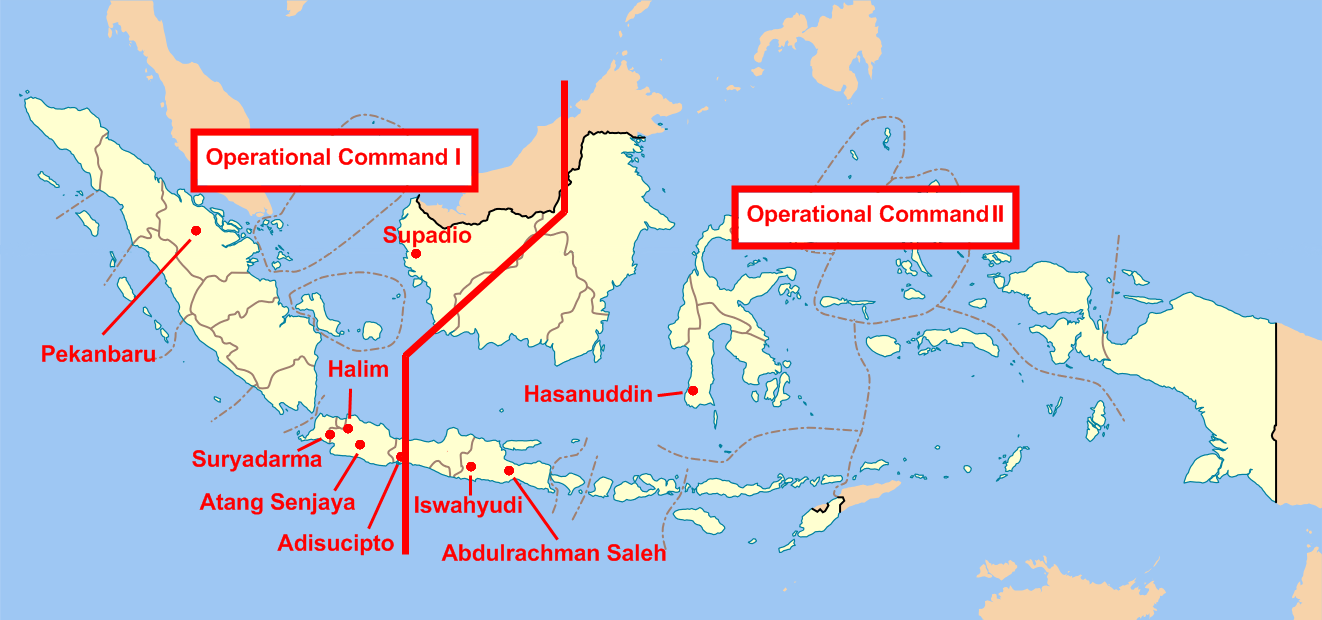
Операционные командования и пункты базирования ВВС Индонезии

Военно-воздушные силы Индонезии имеют в своём составе пять командований: два боевых авиационных, ПВО, материально-технического обеспечения и учебное.
В составе ВВС Индонезии также имеется Корпус особого назначения, в составе трёх крыльев (полков) особого назначения, учебного крыла и отряда по борьбе с терроризмом и воздушным пиратством.
- 1-е оперативное командование ВВС 
(индон. I Komando Operasi Angkatan Udara, I KOOPSAU)[3]

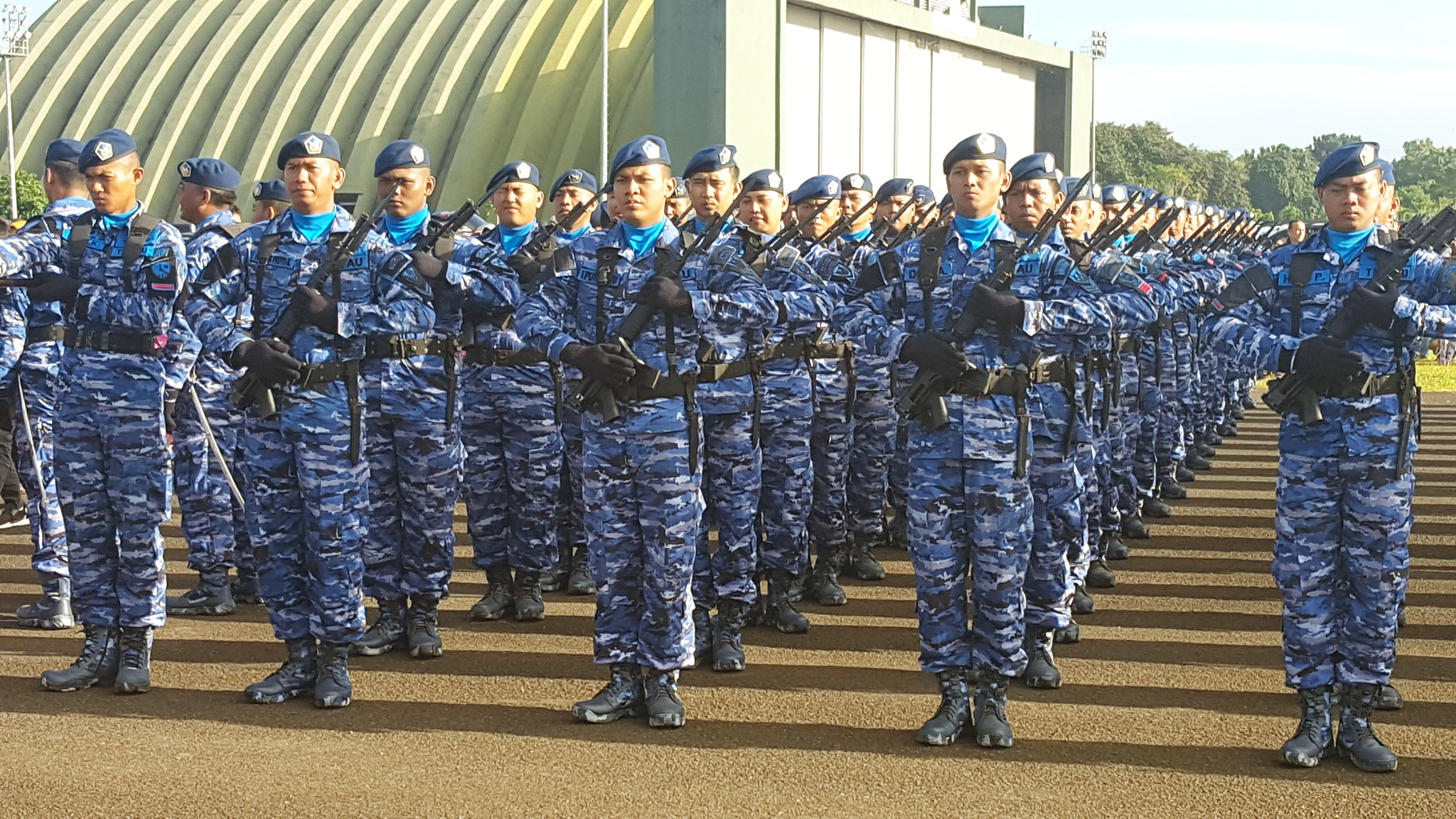
Лётчики ВВС Индонезии

- LANUD HALIM PERDANAKUSUMA
- LANUD ATANG SENDJAJA
- LANUD MEDAN
- LANUD PEKANBARU
- LANUD HUSEIN SASTRANEGARA
- LANUD SURYADARMA
- LANUD SUPADIO
- LANUD MAIMUN SALEH
- LANUD SULTAN ISKANDAR MUDA
- LANUD TANJUNG PINANG
- LANUD PALEMBANG
- LANUD RANAI
- LANUD PADANG
- LANUD TANJUNG PANDAN
- LANUD WIRIADINATA
- LANUD ASTRA KSETRA
- LANUD SUGIRI SUKANI
- LANUD WIRASABA
- LANUD SINGKAWANG II

- 2-е оперативное командование ВВС 
 (индон. II Komando Operasi Angkatan Udara, II KOOPSAU)[4]

- LANUD ISWAHYUDI
- LANUD ABDUL RACHMAN SALEH
- LANUD HASANUDDIN
- LANUD SURABAYA
- LANUD BALIKPAPAN
- LANUD SYAMSUDDIN NOOR
- LANUD NGURAH RAI
- LANUD REMBIGA
- LANUD ELTARI
- LANUD SAM RATULANGI
- LANUD WOLTER MONGINSIDI
- LANUD PATTIMURA
- LANUD MANUHUA
- LANUD JAYAPURA
- LANUD ISKANDAR
- LANUD TARAKAN
- LANUD DUMATUBUN
- LANUD MOROTAI
- LANUD TIMIKA
- LANUD MERAUKE

- Командование национальной противовоздушной обороны 
 (индон. Komando Pertahanan Udara Nasional, KOHANUDNAS)[5]

- Командование 1-го сектора национальной противовоздушной обороны 
 (индон. Komando I Sektor Pertahanan Udara Nasional, KOSEKHANUDNAS I)
- Командование 2-го сектора национальной противовоздушной обороны 
 (индон. Komando II Sektor Pertahanan Udara Nasional, KOSEKHANUDNAS II)
- Командование 3-го сектора национальной противовоздушной обороны 
 (индон. Komando III Sektor Pertahanan Udara Nasional, KOSEKHANUDNAS III)
- Командование 4-го сектора национальной противовоздушной обороны 
 (индон. Komando IV Sektor Pertahanan Udara Nasional, KOSEKHANUDNAS IV)

- Командование материально-технического обеспечения ВВС 
 (индон. Komando Pemeliharaan Material Angkatan Udara, KOHARMATAU)[6]

- 10-я база материально-технического обеспечения DEPOHAR 10
- 20-я база материально-технического обеспечения DEPOHAR 20
- 30-я база материально-технического обеспечения DEPOHAR 30
- 40-я база материально-технического обеспечения DEPOHAR 40
- 50-я база материально-технического обеспечения DEPOHAR 50
- 60-я база материально-технического обеспечения DEPOHAR 60
- 70-я база материально-технического обеспечения DEPOHAR 70

- Учебное командование ВВС (индон. Komando Pendidikan Angkatan Udara, KODIKAU)[7]

- LANUD ADI SUTJIPTO
- LANUD ADISUMARMO
- LANUD SULAIMAN
- SEKKAU
- WINGDIKUM
- WINGDIKTEKKAL

- Корпус особого назначения ВВС 
(индон. Korps Pasukan Khas Angkatan Udara, KORPASKHASAU)[8]

- 1-е парашютное диверсионно-десантное крыло особого назначения 
 (индон. Wing I Pasukan Khas Parasut Komando)
- 1-е парашютное диверсионно-десантное крыло особого назначения 
 (индон. Wing II Pasukan Khas Parasut Komando)
- 3-е учебное крыло особого назначения 
 (индон. Wing III Diklat Pasukan Khas)
- 90-й отряд по борьбе с терроризмом и воздушным пиратством 
 (индон. Detasemen 90 Anti Teror dan Pembajakan Udara)

## Пункты базирования
ВВС Индонезии имеют в своём распоряжении десять авиабаз:
- Авиабаза Супадио (индон. Pangkalan Udara Supadio)
- Авиабаза Пеканбару (индон. Pangkalan Udara Pekanbaru)
- Авиабаза Халим Перданакусума (индон. Pangkalan Udara Halim Perdanakusuma)
- Авиабаза Сувондо (индон. Pangkalan Udara Soewondo)
- Авиабаза Сурьядарма (индон. Pangkalan Udara Suryadarma)
- Авиабаза Атанг Сенджаджа (индон. Pangkalan Udara Atang Senjaja)
- Авиабаза Адисукипто (индон. Pangkalan Udara Adisucipto)
- Авиабаза Исвахьюди (индон. Pangkalan Udara Iswahyudi)
- Авиабаза Абдуирахман Салех (индон. Pangkalan Udara Abdul Rachman Saleh)
- Авиабаза Хасануддин (индон. Pangkalan Udara Hasanuddin)

## Боевой состав
На их вооружении состоит 88 самолётов боевой авиации и 136 самолётов вспомогательной авиации. Сведения о боевом составе ВВС Индонезии взяты со страницы электронного журнала «Scramble».
| Обозначение формирования или части         | Вооружение и оснащение                                                            | Место расположения                                                         |
| ------------------------------------------ | --------------------------------------------------------------------------------- | -------------------------------------------------------------------------- |
| 12-я воздушная эскадрилья                  | Hawk Mk109, Hawk Mk209                                                            | Пеканбару, Суматра (WIBB)                                                  |
| 1-я воздушная эскадрилья                   | Hawk Mk109, Hawk Mk209                                                            | Supadio, Понтианак, Калимантан (WIOO)                                      |
| 2-я воздушная эскадрилья - отдельная часть | CN235-100M, F27-400M, SF260MS/WS SF260MS/WS                                       | Halim Perdanakusuma, Джакарта, Ява (WIIH) Suryadarma, Kalijati, Ява (WIIK) |
| 17-я воздушная эскадрилья                  | B737-2Q8, F27-400M, F28-1000/3000, L100-30, C-130H-30, NAS332L1                   | Halim Perdanakusuma, Джакарта, Ява (WIIH)                                  |
| 31-я воздушная эскадрилья                  | L100-30, C-130H-30                                                                | Halim Perdanakusuma, Джакарта, Ява (WIIH)                                  |
| 7-я воздушная эскадрилья                   | EC-120B, Bell 47G-3B-1                                                            | Suryadarma, Kalijati, Ява (WIIK)                                           |
| 6-я воздушная эскадрилья                   | NAS332(TT), S-58T, NBo105CB, Bell206 (status?), H-500 (status?), BK-117 (status?) | Atang Senjaya, Богор, Ява (WIAJ)                                           |
| 8-я воздушная эскадрилья                   | SA330J, NSA330L, NSA330SM                                                         | Atang Senjaya, Богор, Ява (WIAJ)                                           |
| 101-я учебная эскадрилья                   | AS202/18A-3, T-41D                                                                | Adisucipto, Yogyakarta, Ява (WIJJ)                                         |
| 102-я учебная эскадрилья                   | T-34C, KT-1B                                                                      | Adisucipto, Yogyakarta, Ява (WIJJ)                                         |
| 3-я воздушная эскадрилья                   | F-16A, F-16B                                                                      | Iswahjudi, Мадиун, Ява (WIAR)                                              |
| 14-я воздушная эскадрилья                  | F-5E, F-5F                                                                        | Iswahjudi, Мадиун, Ява (WIAR)                                              |
| 15-я воздушная эскадрилья                  | Hawk Mk53                                                                         | Iswahjudi, Мадиун, Ява (WIAR)                                              |
| 4-я воздушная эскадрилья                   | NC212M-100/200, Ce 401A, Ce 402A                                                  | Abdulrachman Saleh, Маланг, Ява (WIAS)                                     |
| 32-я воздушная эскадрилья                  | C-130B, KC-130B, C-130H                                                           | Abdulrachman Saleh, Маланг, Ява (WIAS)                                     |
| отряд OV-10 Bronco                         | OV-10F                                                                            | Abdulrachman Saleh, Маланг, Ява (WIAS)                                     |
| 5-я воздушная эскадрилья                   | B737-2X9                                                                          | Hasanuddin, Ujung Pandang, Сулавеси (WAAA)                                 |
| 11-я воздушная эскадрилья                  | Су-27СK, Су-27СКМ, Су-30MK, Су-30MK2                                              | Hasanuddin, Ujung Pandang, Сулавеси (WAAA)                                 |
| Сельскохозяйственный авиационный отряд     | PC-6B, Ce185                                                                      | Suryadarma, Субанг, Ява (WIIK)                                             |
| Национальная поисково-спасательная служба  | NBo105CB, Bell206 (status?), H-500 (status?), BK-117 (status?)                    | Atang Senjaya, Богор, Ява (WIAJ)                                           |

## Техника и вооружение
Данные о технике и вооружении ВВС Индонезии взяты со страницы журнала Aviation Week & Space Technology.
| Тип                                                                                             | Производство     | Назначение                                   | Количество      | Примечания | Изображение     |
| Боевые самолёты                                                                                 | Боевые самолёты  | Боевые самолёты                              | Боевые самолёты | Боевые самолёты | Боевые самолёты |
| ----------------------------------------------------------------------------------------------- | ---------------- | -------------------------------------------- | --------------- | --- | --------------- |
| Су-30MК Су-30MК2                                                                                | Россия           | многоцелевой истребитель                     | 2 9             | |                 |
| Су-27СК Су-27СКМ                                                                                | Россия           | многоцелевой истребитель                     | 2 3             | 2 Су-27СК поставлены в 2003 году, ещё 3 Су-27СКМ в 2010 От дальнейших закупок Индонезия отказалась |                 |
| KAI T-50i Golden Eagle                                                                          | Республика Корея | многоцелевой истребитель                     | 15              | В мае 2011 года был заключен контракт на поставку 16 T-50i, для замены Hawk МK.53. Первые 2 самолёта были поставлены 11 сентября 2013 года, 26 сентября — 2, а 18 октября ещё 2. Последние 6 самолётов были поставлены 14 февраля 2014 года.. Один самолёт потерпел катастрофу 20.12.2015 г. на авиашоу. |                 |
| BAе Hawk МK.53                                                                                  | Великобритания   | лёгкий штурмовик/учебно-боевой самолёт       | 24              | Экспортный вариант для ВВС Индонезии. В 1993 году Индонезия заказала 16 самолётов, а позднее — ещё 16. Все 32 самолёта были поставлены в Индонезию до 1998 года. |                 |
| General Dynamics F-16A Block 15 Fighting Falcon General Dynamics F-16B Block 15 Fighting Falcon | США              | многоцелевой истребитель учебный истребитель | 39              | F-16A/B Block 15 на вооружении с 1989 года. Из состава ВВС США к 2014 году должно быть получено 24 подержанных истребителя F-16С Block 25, и ещё 6 таких самолётов на запчасти. Самолёты F-16 Block 25 предполагается модернизировать к стандарту Block 30                                               |                 |
| Northrop F-5E Tiger II Northrop F-5F Tiger II                                                   | США              | многоцелевой истребитель учебный истребитель | 6 3             | На вооружении с 1980 года. |                 |
| Embraer EMB 314 Super Tucano                                                                    | Бразилия         | лёгкий штурмовик/учебно-боевой самолёт       | 15              | |                 |
| Транспортные самолёты                                                                           |                  |                                              |                 | |                 |
| CASA C-295                                                                                      | Испания          | транспортный самолёт                         | 15              | |                 |
| Aircraft Technology Industries CN-235 IPTN CN-235                                               | Индонезия        | транспортный самолёт                         | 2               | |                 |
| Boeing 737—200 Boeing 737—200 Adv                                                               | США              | транспортный самолёт                         | 3 1             | |                 |
| CASA C-212                                                                                      | Испания          | транспортный самолёт                         | 9               | |                 |
| Lockheed C-130B Lockheed C-130H Lockheed C-130H-30 Lockheed L-100-20 Lockheed L-100-30          | США              | транспортный самолёт                         | 18              | |                 |
| Специальные самолёты                                                                            |                  |                                              |                 | |                 |
| Lockheed KC-130B                                                                                | США              | самолёт-топливозаправщик                     | 2               | |                 |
| Учебные самолёты                                                                                |                  |                                              |                 | |                 |
| BAe Systems Hawk Mk. 109                                                                        | Великобритания   | учебно-боевой                                | 7               | Экспортный вариант для ВВС Индонезии. В 1993 году Индонезия заказали 8 самолётов, которые все были поставлены до 1998 года. |                 |
| Beech T-34C                                                                                     | США              | учебно-тренировочный                         | 15              | |                 |
| KAI KT-1 Woongbi                                                                                | Республика Корея | учебно-боевой                                | 14              | |                 |
| Grob G 120TP                                                                                    | Германия         | учебно-боевой                                | 17              | |                 |
| SIAI-Marchetti SF.260W                                                                          | Италия           | учебно-боевой                                | 18              | |                 |
| Вертолёты                                                                                       |                  |                                              |                 | |                 |
| Eurocopter EC120B                                                                               | Европа           | общего назначения                            | 10              | |                 |
| MBB Bo 105                                                                                      | Германия         | общего назначения                            | 4               | |                 |
| IPTN SA330J                                                                                     | Индонезия        | транспортный вертолёт                        | 10              | Французский вертолёт Aérospatiale SA.330 Puma по лицензии производился в Индонезии |                 |
| IPTN AS332 IPTN AS332TT IPTN AS332L                                                             | Индонезия        | транспортный вертолёт транспортный вертолёт  | 9 6             | Французский вертолёт Aérospatiale AS.332 Super Puma по лицензии производился в Индонезии |                 |
| Eurocopter EC725                                                                                | Франция          | транспортный вертолёт                        | 6               | |                 |

## Опознавательные знаки

Опознавательный знак

### Эволюция опознавательных знаков
| Опознавательный знак | Знак на фюзеляж | Знак на киль | Когда использовался       | Порядок нанесения |
| -------------------- | --------------- | ------------ | ------------------------- | ----------------- |
|                      |                 |              | 1946 — 1949               |                   |
|                      |                 |              | 1949 — по настоящее время |                   |